# Nasutoceratops
Nasutoceratops là một chi khủng long sừng ăn cỏ.
Loài này đã sinh sống trong thời kỳ cuối kỷ Phấn Trắng (cuối Campania, khoảng 75,97-75,51 Ma) ở nơi nay là bang Utah, Hoa Kỳ. Loài khủng long này cao khoảng 5m, có mũi rất lớn và sừng trước mặt dài. Loài khủng long này được đặt tên Nasutoceratops, có nghĩa là "mũi to, mặt sừng".
Nasutoceratops nặng khoảng 2,5 tấn, có diềm xếp cắt rãnh sâu phía sau đầu.
Hóa thạch của Nasutoceratops được tìm thấy gần Đài tưởng niệm Grand Staircase-Escalante của bang Utah. Các nhà khoa học đã mất nhiều năm nghiên cứu hóa thạch này và xác định được nó khoảng 75 triệu năm tuổi.

## Hình ảnh

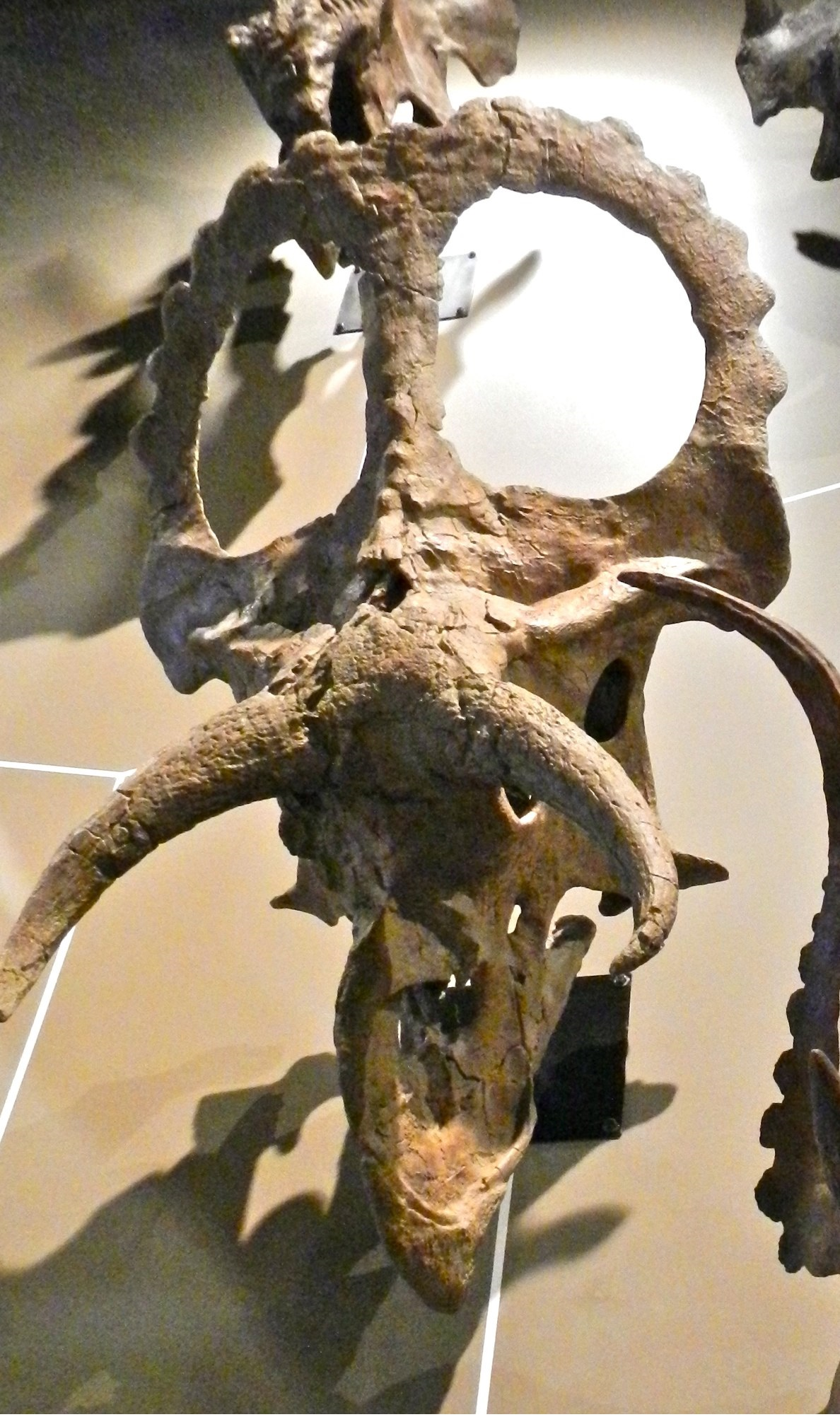